# Fikret Muslimović
Fikret Muslimović, bosanskohercegovački bošnjačko-muslimanski političar. 
Prije osamostaljenja BiH bio u JNA. Bio je visoki časnik u sigurnosnoj službi JNA KOS-u. Specijalizacija mu je bilo opserviranje i prevencija tzv. vjerskog radikalizma, posebno islamskog. U to je spadalo i tretiranje njegova budućeg zapovjednika u BiH Alije Izetbegovića. Poznavatelji ga opisuju kao vrlo brutalna istražitelja. Mnoge je mnoge političke zatvorenike uspijevao prisiliti na suradnju te tako prije rata ostvarivao kontrolu KOS-a nad vjerskim zajednicama, najviše islamskom zajednicom. Kad je postajalo sve izvjesnije da Jugoslavija neće opstati i da će nastati nove države, kao pravi KOS-ov časnik uspješno se infiltrirao u novu BiH vlast, prema modelu infiltracije KOS-ovih agenata i suradnika: vojna obavještajna služba bila je superiorna svim republičkim Udbama i u novim je državama težila postići samoodrživost, infiltriravši si u tim državama suradnike u politički, medijski, financijski i obavještajni vrh. Muslimović je uspio i mnogi njegovi agenti također. Drže ga najviše zaslužnim i najviše odgovornim za dolazak inozemnih islamskih boraca mudžahedina u (središnju) BiH i posljedičnu islamsku radikalizaciju. General Armije BiH.
Veljače 2008. pokrenuti su postupci pred Sudom BiH za zločine nad bugojanskim Hrvatima (predmet Handžić i ostali: Enes Handžić, Senad Dautović, Nisvet Gasal i Musajb Kukavica). Postupci su bili farsa. Vojni vještak Suda BiH bio je Muslimović, tada aktualni savjetnik predsjednika Bakira Izetbegovića.
Sa Selmom Cikotićem pisac knjige „Mislilac i državnik Alija Izetbegović“ objavljene 2016. godine.